# 黏性末端与平末端
所谓黏性末端或黏状末端（英語：Sticky Ends），指DNA重组技术中，DNA限制酶在切开DNA的双链结构时，形成的突出末端，与平末端（Blunt Ends）相对。平末端则是上述切割过程中不突出的末端，所以DNA重组时操作难度稍大于黏性末端。

一种黏性末端，由EcoRI切割而成。

一种平末端，由SmaI切割而成。